# Kosma II Attykos
Kosma II Attykos, gr. Κοσμᾶς Β´ ὁ Ἀττικός – ekumeniczny patriarcha Konstantynopola w latach 1146–1147.

## Życiorys
Był diakonem w Hagia Sophia. Był patriarchą od kwietnia 1146 do lutego 1147 r. 6 lutego 1147 odbył się synod w Pałacu na Blachernach, który zdjął go z urzędu. Dokładne przyczyny skazania i depozycji Kosmy II nie są znane, być może padł ofiarą intrygi politycznej.